# 江藤彩也香
江藤 彩也香（えとう さやか、1997年〈平成9年〉9月9日 - ）は、日本のグラビアアイドル。HKT48の元研究生。大分県大分市出身。

## 略歴
2011年
- 7月10日、HKT48第1期生オーディションに合格。
- 10月23日、『フライングゲット』全国握手会＠西武ドームでお披露目される。
- 11月26日、「手をつなぎながら」公演初日にバックダンサーとして劇場公演デビュー。

2012年
- 8月18日、HKT48としての活動を終了。

2013年
- 3月22日、フリーランスとして芸能活動を再開。

2016年
- 4月27日、東京の芸能事務所・エースクルー・エンタテインメント所属になったことが明らかになる[3]。

2019年
- 4月18日、自身のツイッターにて、3月31日をもってエースクルー・エンタテインメントとの契約を終了したことを報告した。

2020年
- 7月20日、自身のツイッターにて、東京の芸能事務所・アークプロモーション所属になったことが明らかになる[4]。

## 人物

### キャラクター
- グループ在籍時のキャッチフレーズは、「いつもみーんなの頭の中には～？ やんやんやんやん？（さあやーん！） 大分県出身中学2年生14歳（当時）、さあやんこと江藤彩也香です」。
- HKT48の1期生で唯一の大分県出身。
- チャームポイントは、涙袋[5]。
- キリっとした目、ピンと立った耳と、整った顔立ちが特徴。

佐藤和也「しかし、江藤と面と向かって話をするとき、なぜか下を向いたり、横を見たり、あまり目線を合わせて話をしません。人見知りなのか、それとも恥ずかしがり屋なのか。レッスンが開始した当初は全くでした。今はだいぶ目線を合わせて話が出来るようになりましたけどね」。
- メンバー内で大のマリンスポーツ好きとして知られ、運動神経が良い。特に小学校の高学年で始めたサーフィンとウエイクボードが得意だ。毎夏、家族で宮崎の海に出かけ満喫しているという[7]。
- 誰にも負けないというポイントは、「負けず嫌いなところがすごいです。特にスポーツになるとすごく負けず嫌いになります！」[8][要ページ番号]。
- 将来の夢は、モデル[5]。

### HKT48として

#### 2011年
- 7月10日、HKT48第1期生オーディションに合格[9]。ちなみに歌唱審査で歌ったのは、Julietの『アキラブ』[10]。
- 10月23日、『フライングゲット』全国握手会＠西武ドームで初お披露目された[6]。
- 11月26日、「手をつなぎながら」公演初日出演メンバーとして16名が1期生21名の中から選抜されたが、その一員には選ばれることが出来ず。バックダンサーの一人として劇場公演デビューした。

#### 2012年
- 3月4日、1期生21人から16人が選抜され「チームH」を結成するも、そのメンバーに選ばれることが出来ず、研究生スタートとなる。

「今日は、HKT48、チームHの発表がありました。さあやんこと江藤彩也香は、チームHには入れませんでした。発表されるとき、足がガクガクなって心が痛かったです。それと同時にちょっと前のことを、思い出してしまいました。「初日公演メンバー発表」。悔しかったです。本当に泣いて泣いて、胸が苦しくて、心が痛くて。自分の名前を呼ばれない。自分の名前を抜かされる。何でこんな辛い思いをしないといけないの？って何回も何回も、諦めようとつまづいていました。立ち位置の場所にも江藤の名前はなくて。自分の立ち位置はなくて・・・。でも私はアンダーという役目がありました。意味は「代役」です。代わりの役目。そのなかでも、センターのアンダーをさせていただきました。それは本当に嬉しかったです。他にも3ポジション覚えていました。見せる機会がなかったけど・・・。でも入れませんでした。初日公演メンバー。それから公演が始まり、たまにですが、はるっぴが休演のときに出演させて頂きました。その時から自分が変わっていればよかったんです。でも自分を変えようと思ったのが遅すぎました。だから、チームにも入れませんでした。でも私は心が強くなれると思います。悔しい辛い思いをしてきたからこそ、たまにはつまづく時もあるけど、もっと先を次を目指せるんだと思います。「これで終わりじゃない。」って事を皆さんにも分かってほしいです。「これで運命が決まる」とか思わないで欲しいです。まだ目標があります。私には夢があります。まだまだ遠いけど、自分の小さな目標を1つ1つ、達成していきます。応援してくれてるファンの人達にも必ず「恩返し」をしたいので、ずっと見守っていてください！ あの空を見上げて、勇気をもらって笑顔をもらって頑張っていこう。しらしんけん頑張るけん、応援しちょってな!!」。
- 4月28日、「AKB48CAFE&SHOP HAKATA」にて、“蒸し器を使わない蒸しパン”販売開始。「待ってましたヽ(^д^)/☆ぱちぱち すっごく美味しいよ(^q^)！ メンバーにも好評だったし！ 美味しいけん、食べ行ってな♪」[12]
- 5月23日、第4回総選挙の速報結果が発表され、62位にランクイン。現時点ではHKT48では唯一となる。江藤はHKTの中でもファンが多く、握手会も人気。だがステージパフォーマンスにまだ足りない部分があり、チームHのメンバーを選ぶ際、正規メンバーになれなかったとも言われている[13]。
- 5月28日、総選挙に向けた抱負を聞くと「波に乗りたいです」と、爽やかな笑顔をはじけさせた。研究生ながら…「何事も前向きに考えて、選挙でチャンスが掴めればいいと思います」と飛躍を誓う。現在、お菓子作りに夢中で、趣味のヘアアレンジ研究にま磨きをかけているところ[7]。
- 指原莉乃がHKT48への移籍を命じられた翌日のGoogle＋にて「おはよー(^ω^)/♪* 指原さんがHKT48に移籍するのはびっくりするんですが、どういう結果になっても、同じ大分県出身だし！ 指原さんに色々教えてもらいたいです！」とコメント[14][リンク切れ]。。

- 7月6日、「第3回じゃんけん大会」の姉妹グループ予備戦が行われ、姉妹グループの研究生としてはただ1人、本戦出場を勝ち取った[15]。
- 終了後のGoogle＋。「じゃんけん大会終わったよー! な、なんと！ 江藤彩也香、勝ちました! 5連勝！ 実は、あのやつは履いてなかったです(*/д/)。はい。でも、武道館はすごい悔しい思いをした場所なので、またあの場所に行けるのはすごい嬉しいです(*^ω^) 『武道館に帰る』つもりで頑張ります！応援よろしくお願いします♪」[16][リンク切れ]。

（なお、後述の活動辞退により本選は出場せず）
- 8月18日、HKT48オフィシャルブログにて、一身上の都合により活動を辞退を申し入れ、同日付けで受理されたことが発表された[17]。

- 8月21日、オフィシャルブログにて本人からファンへのメッセージが掲載される。

「ファンの皆様へ。大変遅くなり、ご心配をお掛け致しましたが、8月18日付、HKT48辞退の申し入れを受理した件におきまして、以下、ファンの皆様へのコメントを預かりましたので、ご報告致します」
「ファンの皆さんへ＼(^o^)／ いつも応援してくださっていた皆さん、何があっても私を支えてくれた皆さん、ほんっとうにありがとうございました。感謝しても感謝しきれません(´`)！ 私はHKT48を辞退したことを後悔していません。前向きに今後の生活の事を考えています。普通の女の子に戻って、勉強とか頑張りたいって思ってます。なので皆さんは何にも心配しないでください(´ω`)☆ でも、私にはまだ夢があります。夢は諦めていません。夢は遠くにいってしまったけど、いつか、また戻ってきます。それがHKT48じゃなくても、AKB48グループじゃなくても、違う道として戻ってこれるなら、いつの日か、戻ってきます。なので、私を忘れず待っていてください。私は皆さんが大好きです。これからも、皆さんのことが大好きです。今までありがとうございました。そして、これからも宜しくお願いします。私を応援してくださった方々、私を好きでくださった方々、私を支えてくださった方々、今まで本当にありがとうございました。最後に、総選挙の思い出は忘れません。あと、じゃんけんも。本当にありがとうございました。江藤彩也香」

### HKT48離脱後

#### 2013年
- 3月22日、amebaブログを開設し活動を再開。4月5日より山口県下関市のコミュニティFM「COME ON! FM」（コミュニティFM下関）で放送される『カモン☆アイドル巌流島』パーソナリティーを務めることを発表[19]。

#### 2019年
- 4月18日、同年3月31日をもってエースクルー・エンタテインメントを退所していたことが自身のツイッターで報告した。半年間の休業を経て、同年10月1日より活動再開予定。ツイッター、インスタグラムの更新は続ける[20]。

私、江藤彩也香は2019年3月31日をもちまして3年間お世話になったエースクルーエンタテンメントを退所致しましたことをご報告いたします。この3年間で出逢ってくださった皆様、携わり支えてくださった全ての方に感謝しております。今後の活動に関しては、半年間の休業を経て、10月1日より活動再開となります。ツイッターやInstagramの更新はやっていきます！半年間、ファンの皆さまと会えないこと、お仕事ができないのは寂しい気持ちでいっぱいですが、私の夢はまだ続いています。半年間、待ってくれたら嬉しいです。関係者の皆様、応援してくださっている皆様、今後とも何卒宜しくお願いいたします。江藤彩也香

### 交友関係
- 推しメンは、HKT→DD。AKB→峯岸みなみ。SKE→DD。NMB→吉田朱里、渡辺美優紀[21][リンク切れ]。

### 性格・趣味
- 性格は、マイペース、負けず嫌い[22]、面倒くさがり[8]、好奇心旺盛、活発な性格[7]。
- 趣味は、ヘアアレンジ研究、マリンスポーツ[5]。小5からウェイクボードをやっており、サーフィン（ショート）も出来る[6]。
- 特技は、50m走、両足を首にかけて回る[5]。
- 苦手なものは、勉強。特に数学が苦手[8]。
- 好きなものは、お菓子。キラキラしたもの[22]。
- お気に入りの大分弁は、「『今○○しよんにー♪』可愛くないですか？、『○○が〜っち、いいよったに！』[23][リンク切れ]。
- 好きなマンガは、「『可愛いって言ってよ』を書く人のが大好きです！ 知ってますか？ 絵が本当に可愛んですよ♪」[24][リンク切れ]。
- 好きな食べ物は、かぼちゃ、チーズケーキ、焼き肉、お寿司[8]。
- 好きなアーティストは、安室奈美恵、少女時代、AKB48、Juliet[23]。
- 好きなキャラクターは、ハローキティ、マイメロディ、ミッキーよりドナルドダックからのエルモ、スティッチ、愛犬のベリたん[25]。
- 好きなファッションとブランドは、INGNI、one*way、CECIL McBEE[24]。
- 好きな男性のタイプは、可愛いけど強い人と、中身と外見のギャップがある人[8]。
- クセは、人の背中に手や足を入れて突っ込むこと（安陪恭加談）[26][リンク切れ]。
- カバンの中にいつも防犯ブザーが入っている[27]。
- 「ベリー」（ニックネーム：ベリたん。♀）というトイプードルを飼っている[28][リンク切れ]。

## 参加曲

### シングルCD選抜曲

#### AKB48
- 「ギンガムチェック」に収録
  - あの日の風鈴 - 「ウェイティングガールズ」名義

### アルバムCD選抜曲

#### AKB48
- 「1830m」に収録
  - 青空よ 寂しくないか? - 「AKB48+SKE48+NMB48+HKT48」名義

## 作品

### イメージビデオ
- 1’st image（2016年12月21日、イーネット・フロンティア）
- ヒメゴト19（2017年6月20日、ラインコミュニケーションズ）
- オトナはじめました（2020年10月23日、竹書房）
- 妹の誘惑（2021年1月29日、スパイスビジュアル）
- 好きになっちゃだめ（2021年5月21日、竹書房）